# Capsule (groupe)
Pour les articles homonymes, voir Capsule.
CAPSULE (カプセル, Kapuseru) est un groupe de musique japonais, composé de la vocaliste Toshiko Koshijima (en) et du producteur de musique électronique Yasutaka Nakata.

## Biographie
Le groupe est né en 1997 de la rencontre entre Yasutaka Nakata, véritable touche-à-tout s’occupant de la production, de la direction artistique, du design, et du stylisme du groupe, et de la vocaliste Toshiko Koshijima. Leur premier single, Sakura, ne sortira qu’en mars 2001.
Digne successeur du mouvement et style Shibuya-kei né dans les années 1990, leur style a beaucoup évolué en sept ans, passant de la pop kitch (Haikara Girl en 2001) à l’utilisation d’inspiration jazz et de percussions omniprésentes (Phony Phonic en 2003) pour en arriver à l'electropop qui fit leur succès : le single FRUITS CLiPPER (2006) réussit ainsi l’exploit de se classer troisième dans les charts généraux iTunes, du jamais vu pour ce genre musical.
En 2003, Yasutaka Nakata fonde la maison de disques contemode (en) et devient le producteur de nombreux artistes (MEG, Kyary Pamyu Pamyu, Dahlia, NAGISA Cosmetic ou encore Perfume malgré leur rattachement à la maison de disques major Tokuma Japan). Nakata participe à de nombreuses collaborations et remix pour des artistes tels que m-flo ou encore Ami Suzuki (qui lui doit son revirement electro), et officie comme DJ principal au « contemode salon » (tous les 1er vendredi du mois au Shinjuku OTO) et aux « trick or treat » (tous les 3e lundi du mois au Daikanyama AIR), événements électro appréciés du milieu étudiant et professionnel.
En 2005, capsule collabore avec les Studio Ghibli pour une série de publicité pour la marque House Shokuhin, puis pour deux courts métrages illustrant les chansons Sora wo tobu Toshi Keikaku et Portable Airport (réalisés par Momose Yoshiyuki, sur une idée originale et une musique de Nakata Yasutaka). Un DVD de courts métrages fera suite et se vendra à des centaines de milliers d’exemplaires.
En été 2007, le groupe annonce un hiatus temporaire, qui sera vite clos par une série de live et un album de remix. L’album Flash Back sort en décembre de la même année.
À l'automne 2013, le nom capsule se stylise en CAPSULE. Un nouveau logo est créé pour le groupe de Nakata Yasutaka et Toshiko Koshijima. Un album intitulé CAPS LOCK voit le jour le 23 octobre.
Le 9 août 2014, Capsule annonce son prochain album au Rock in Japan Festival, et une date de sortie est prévue plus tard dans l'année. Après plusieurs mois sans nouvelles, leur maison de disques Unborde annonce, le 28 novembre 2014, le titre de l'album, WAVE RUNNER, ainsi que la liste des morceaux inclus. L'album paraîtra finalement le 18 février 2015.
Ce groupe fut popularisé en France à la même époque par le vidéaste français Antoine Daniel et son émission, What The Cut, sur la plateforme de partage de vidéo en ligne Youtube.

## Liens
- (en) Myspace Officiel
- (ja) Contemode / Site Officiel
- (en) Contemode / Blog Officiel